# 楠見朋彦
楠見 朋彦（くすみ ともひこ、1972年10月10日 - ）は、日本の小説家、歌人である。

## 経歴
大阪府出身、立命館大学文学部哲学科卒業。1994年、塚本邦雄に師事。
大学卒業後、塚本邦雄創刊の歌誌『玲瓏』の会員として活動。1999年（平成11年）、「零歳の詩人」で第23回すばる文学賞を受賞し小説家デビュー。2000年（平成12年）、同作品で第122回芥川龍之介賞候補、「マルコ・ポーロと私」で第123回芥川龍之介賞候補。『マルコ・ポーロと私』で咲くやこの花賞受賞。2005年（平成17年）、「小鳥の母」で第133回芥川龍之介賞候補。2010年（平成22年）、『塚本邦雄の青春』（ウェッジ、2009年）で第8回前川佐美雄賞受賞。同年、歌集『神庭の瀧』（ながらみ書房）を刊行。2010年度半どんの会文化賞・現代芸術賞受賞。

## 作品
- 『零歳の詩人』（2000年1月、集英社） 
  - 初出:『すばる』1999年11月号
- 『マルコ・ポーロと私』（2000年7月、集英社） 
  - 初出:『すばる』2000年5月号
- 『釈迦が寝言』（2001年11月、講談社）
- 『ジャンヌ、裁かるる』（2003年3月、講談社）
- 『塚本邦雄の青春』（2009年2月、ウェッジ文庫）
- 『神庭の瀧』（2010年10月、ながらみ書房）
- 『遅れて来たメッセンジャー』（2011年10月、ティアオ）
- 『グレーの時代　3・11から1・17へ』（2014年6月、短歌研究社）
- 『前川佐美雄　二十世紀を力強く生き抜いた昭和の大歌人』（2018年11月、コレクション日本歌人選：笠間書院）

### 単行本未収録作品
- 五人の六つ子（『すばる』2000年12月号）
- 軌道 瞳孔のまだ開ききらないフランツ・フェルディナントのためのパヴァーヌ（『すばる』2002年1月号）
- リッピの愛人（『文學界』2002年11月号）
- ビロード劇場（『すばる』2003年6月号）
- ラジオアクティブ・ラブ（『文學界』2004年6月号）
- 小鳥の母（『文學界』2005年6月号）
- 栄螺のある陸（『文學界』2005年11月号）
- 彼らのスピン（『すばる』2005年12月号）
- 異境（『すばる』2006年4月号）
- 完璧な朝食（『群像』2006年9月号）
- 相聞（『すばる』2007年2月号）
- 母の記念日（『文學界』2007年6月号）
- 第二シーズン（『新潮』2008年2月号）
- 司馬遷の墓（『文學界』2012年6月号）
- 滅びの後の音楽 MUSIC AFTER DISASTER（『すばる』2013年6月号）